# Mondovi (Wisconsin)
Mondovi è un comune degli Stati Uniti d'America, situato nello Stato del Wisconsin, nella contea di Buffalo.